# دوج داکوتا
دوج داکوتا (Dodge Dakota) خودرویی است که از سال ۱۹۸۷ تاکنون در ایالات متحده آمریکا تولید شده‌است. طراحی آن موتور جلو، توزیع نیروی پیشران، خودرو چهار چرخ محرک بوده‌است.